# Osiedle Pionierów
Osiedle Pionierów – osada w Polsce położona w województwie opolskim, w powiecie nyskim, w gminie Głuchołazy. Położona jest w Przedgórzu Głuchołasko-Prudnickim.
W latach 1975–1998 miejscowość administracyjnie należała do ówczesnego województwa opolskiego.